# Кельбра
Кельбра (нім. Kelbra) — місто в Німеччині, розташоване в землі Саксонія-Ангальт. Входить до складу району Мансфельд-Зюдгарц. Складова частина об'єднання громад Гольдене-Ауе.
Площа — 40,54 км2. Населення становить 3308 ос. (станом на 31 грудня 2021).

## Галерея

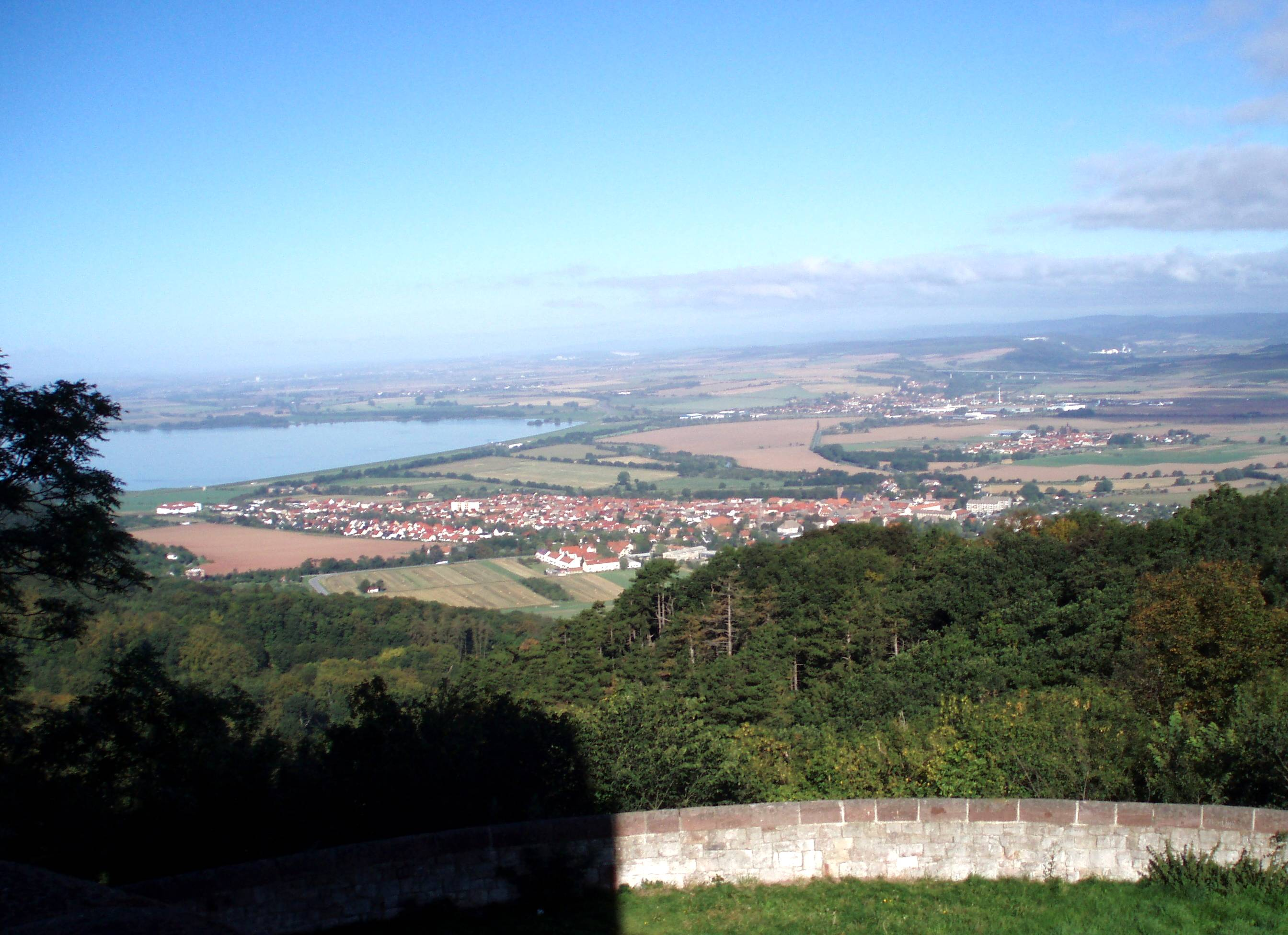
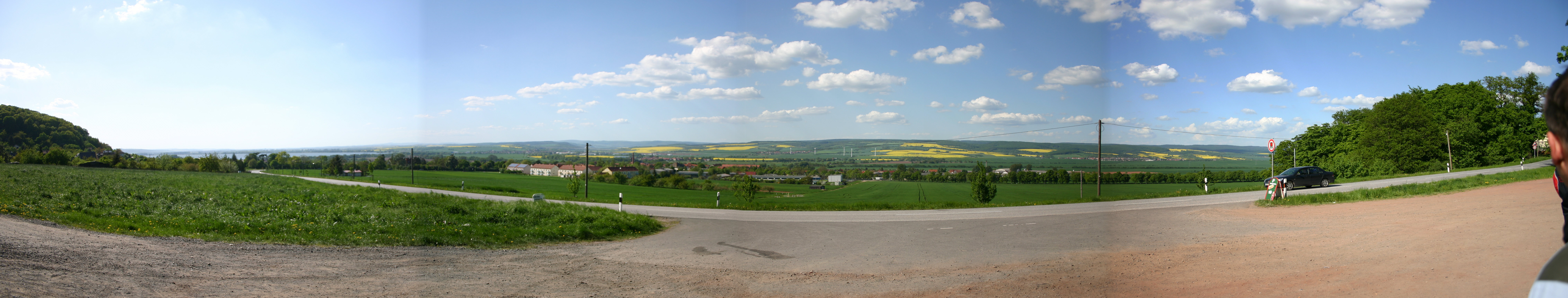